# Mirko Barbarić (Bogomolje)
Mirko Barbarić (1905. – 1995.) je bio hrvatski pjesnik iz Bogomolja na otoku Hvaru. Pjesme je većinom pisao na narječju sela Bogomolja, a manjim dijelom na književnom hrvatskom jeziku.
Zanimljivost je da je vrlo kasno pisao pjesme. Prvu je zbirku objavio tek u 90. godini. 
Pjesme su mu prvim dijelom sjetne, kad opisuje zapuštene konobe s propalim alatkama i posuđem, a dijelom vedre, kad opisuje procvjetale bademe i polja prekrivena snijegom.

## Djela
- Kamenice žedne, zbirka pjesama, 1995.